# Scopula cacuminaria
Scopula cacuminaria är en fjärilsart som beskrevs av Morrison 1874. Scopula cacuminaria ingår i släktet Scopula och familjen mätare. Inga underarter finns listade.

## Bildgalleri

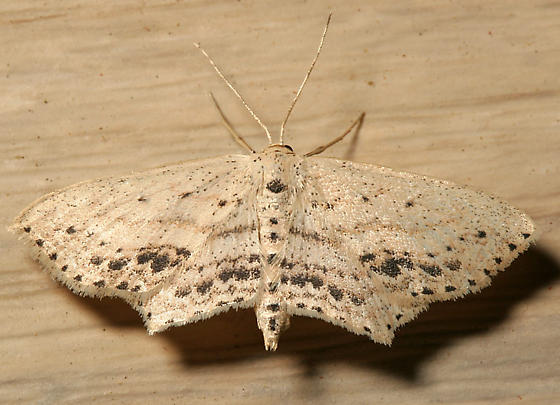